# Castello di Colle Romuli
Il castello di Colle Romuli era situato nell'attuale Collesalvetti (provincia di Livorno).

## Storia
Secondo le fonti pervenutaci il castello era in prossimità del monastero dei Dodici Apostoli in Decumo (Collesalvetti), e rappresentò per la famiglia consolare pisana degli Orlandi, un importante insediamento per il controllo commerciale sulle zone limitrofe.